# Csapody család (fejéregyházi)
A fejéregyházi Csapody család (néhol: Csapodi) egy 20. században megnemesített család, amely számos tudóst adott a Magyarországnak.

## A család története
A "fejéregyházi" előnévvel a nemességet 1905. szeptember 19-én idősebb dr. Csapody István (1856–1912) orvos, szemész, budapesti egyetemi tanár szerezte I. Ferenc József magyar királytól. A sopronhorpácsi születésű dr. Csapodi István orvos sikeres szakmája alatt Sopron vármegye tiszti főorvosa, a MÁV szemorvosi tanácsadója, a Poliklinika főorvosa, a királyi Orvosegyesület, a Természet tudományos Társulat, a budapesti katolikus kör illetve a nyelvtudományi társaság tagja is volt. Csapodi István eredetileg a Payer vezetéknév alatt született és apjával, családjával együtt 1880. május 29-én a Belügyminisztérium engedélyével megváltoztatta "Csapodi"-ra; apja a polgári származású Csapodi (Payer) József (1816–1899), sopronhorpácsi kocsmáros, anyja Bauer Mária (1824–1910) volt.
Idősebb dr. fejéregyházi Csapodi István Budapesten 1889. június 22-én feleségül vette a nemesi származású nemesmiliticsi Allaga Vilma (1868–1942) kisasszonyt, akinek a szülei nemesmiliticsi Allaga Géza (1841–1913), zeneszerző, zeneakadémiai tanár és ponori Thewrewk Róza voltak. Csapodi István és Allaga Vilma frigyéből három leánygyermek érte el a felnőttkort: fejéregyházi dr. Csapody Vera (1890–1985) állami díjas botanikus, matematika–fizika tanár, növényrajzoló. Csapody Vera növénytani festő és rajzoló, a Sophianum leánygimnázium igazgatója, a Magyar Természettudományi Múzeum Növénytárának munkatársa, Állami díjas volt, fejéregyházi Csapodi Kinga (1891–1979), S.M. nővér, valamint fejéregyházi Csapodi Hedvig (1903–1997), akinek a férje nemes dr. Sztrilich Pál (1900–1960), fogorvos főorvos volt.
Idősebb dr. Csapodi István és Allaga Vilma egy másik gyermeke ifjabb Csapody István (1892–1970) orvos, szemész, aki 1915-ben diplomázott a Budapesti Tudományegyetem Orvostudományi Karán. 1923–1934 között a pécsi Erzsébet Tudományegyetem magántanára volt. 1924–1929 között a budapesti Szent István Kórház és a Szent László Kórház szemész főorvosa volt. 1929–1936 között a Pázmány Péter Tudományegyetem magántanára volt. Ifjabb Csapody István 1924. október 15én Budapesten feleségül vette a nemesi származású nemes dr. Mócsy Márta (1897–1980) szemész főorvos kisasszonyt, akinek a szülei nemes Mócsy László (1870–1955), elemi iskolai igazgató és Modor Terézia (1875–1955) voltak. Ifjabb dr. Csapodi István és dr. Mócsy Klára frigyéből egy leány- és egy fiúgyermek született: fejéregyházi dr. Csapodi István (*1928), szemész főorvos, valamint fejéregyházi Csapodi Márta (*1925), egészségügyi asszisztens, akinek a férje dr. Kővári Aladár (1918–1992), belgyógyász főorvos volt.
Idősebb dr. Csapodi István és Allaga Vilma fia dr. fejéregyházi Csapodi Csaba (1841–1913), történész, címzetes egyetemi tanár, a MTA kézirattárának vezetője, a MTA doktora, Széchenyi-díjas, a Magyar Köztársasági Érdemrend tiszti keresztjének tulajdonosa. Csapodi Csaba Budapest, 1938. november 6-án elvette dr. Gárdonyi Klárát (1911–1993), aki az irodalomtudományok doktora, irodalomtörténész, az OSZK kézirattárának vezetője, Corvina-kutató, a Magyar Köztársasági Érdemrend tiszti keresztjének tulajdonosa volt. Gárdonyi Klára apja dr. Gárdonyi Albert (1874–1946), főlevéltáros, történész, paleográfus, egyetemi tanár, aki 1903-ig a "Grünn" viselte, anyja Weigl Mária volt. Csapodi Csaba és Gárdonyi Klára frigyéből 2 leány- és 2 fiúgyermek született. Ezek közül dr. Csapodi Csaba (*1940), villamosmérnök, az Informatikai és Hírközlési Minisztérium főcsoportfőnöke (2002), valamint dr. Csapodi Pál (*1946), mérnök-közgazdász, az Állami Számvevőszék főtitkára, CGMO máltai lovag, a Magyar Köztársaság Érdemrend tiszti keresztjének tulajdonosa találhatók.
Idősebb dr. Csapodi István és Allaga Vilma fia fejéregyházi Csapodi Etele (1905–1985), gépészmérnök. Az első felesége Bertóty-Hesz Etelka (1906–1945), akivel 1930. október 1-jén kötött házasságot. A második nejét, Mokry Flórát (1915–2000), Budapesten 1957. április 17-én elvette. Az első hitvesétől 5 gyermeke született, aki tovább vitte a családot.

## A család címere
Címer (1905): vörös pajzsfővel és zöld pajzstalppal ellátott pajzs– a pajzsfőben négy aranycsillag, a pajzstalpban három arany liliom, a kék pajzsban vörös fedelü, két tornyu, term. szintü gótstilü templom; sisakdísz: bagoly jobbjában arany koronával, melyből kettős ezüst-kereszt nő ki; takarók: vörös-ezüst, kék-arany.

## A család kiemelkedő tagjai
- idősebb dr. fejéregyházi Csapody István (Sopronhorpács, 1856. december 25. – Budapest, 1912. augusztus 17.), szemészorvos, címzetes nyilvános rendkívüli egyetemi tanár, a nemességet szerző 1905-ben.
- dr. fejéregyházi Csapodi Csaba (Budapest, 1910. szeptember 28. – Budapest, 2004. április 30.)[15] a Magyar Tudományos Akadémia Könyvtára, Kézirattára és Régi Könyvek Gyűjteményének osztályvezetője, címzetes egyetemi tanár, az irodalomtudomány doktora. Testvére volt Csapody Vera.
- ifjabb dr. fejéregyházi Csapody István (Budapest, 1892. május 3.[16] – Budapest, 1970. február 27.[17]) magyar orvos, szemész, egyetemi tanár. Az orvostudományok kandidátusa (1952), az orvostudományok doktora (1954).
- dr. fejéregyházi Csapody Vera (Budapest, 1890. március 29. – Budapest, 1985. november 6.) állami díjas botanikus, matematika–fizika tanár, növényrajzoló. Botanikai szakmunkákban nevének rövidítése: „Csapody”.